# Tanec Praha
Tanec Praha je mezinárodní festival moderního tance a pohybového divadla, který se každoročně koná v Praze, většinou v průběhu června; vznikl roku 1989. Jeho zakladatelkou je Yvona Kreuzmanová.
K významným osobnostem, které na festivalu vystoupily, patří Maguy Marin, Ohad Naharin, William Forsythe, Alain Platel, Akram Khan, Sidi Larbi Cherkaoui, Marie Chouinard, Lin Hwai Min, Nacho Duato či Sasha Waltz. Začínajícím tanečníkům festival věnuje sekci původně zvanou Evropská taneční laboratoř, později Dance NEWs. Od roku 2008 je součástí festivalu program Tanec Praha dětem a od roku 2012 Tanec Praha studentům. Léta 2013 byl vyhodnocen jako nejlepší festival v Evropě programem EU Culture, a to v konkurenci 235 evropských festivalů všech žánrů.[zdroj?] Je držitelem notifikace EFFE – Evropa pro festivaly – Festivaly pro Evropu.